# Lamphun

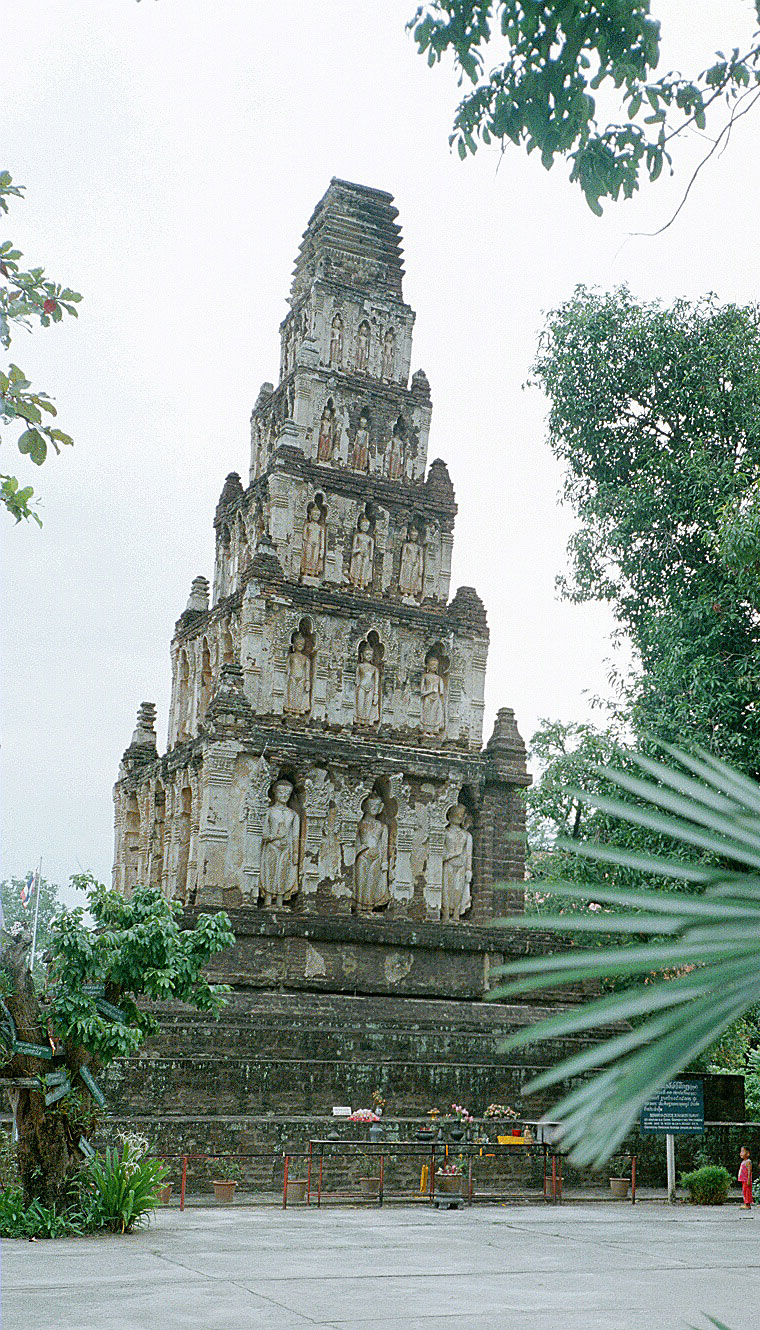
Chedi im Dvaravati-Stil, Wat Chamathewi

Lamphun (Thai: ลำพูน, Lanna: หละปูน, Lapun; historisch Haripunjaya oder Hariphunchai) ist die Hauptstadt der Provinz Lamphun in der Nordregion von Thailand. Sie liegt im Landkreises (Amphoe) Mueang Lamphun und hat den Verwaltungsstatus einer Thesaban Mueang (Stadt-Kommune). 

## Geschichte
Haripunjaya, Vorläufer des heutigen Lamphun, wurde traditionellen Chroniken zufolge um 660 von den Mon gegründet und war in den folgenden Jahrhunderten die Hauptstadt ihres gleichnamigen Reiches. Die Stadt war auch ein bedeutendes wirtschaftliches und kulturelles Zentrum. 1293 eroberte Mangrai, der Gründer des Reiches Lan Na, die Stadt. Anschließend wurde sie in Lamphun umbenannt. Sie war die Hauptstadt eines der selbstständigen, aber politisch und sozial und kulturell miteinander verknüpften Fürstentümer Lan Nas. 1873 wurde Lan Na endgültig Siam (dem heutigen Thailand) zugeschlagen.

## Geographie
Lamphun liegt etwa 670 Kilometer nördlich von Bangkok und 24 Kilometer südlich von Chiang Mai, der zweitgrößten Stadt des Landes. Infolge seiner abgeschiedenen Lage konnte Lamphun die Ursprünglichkeit einer thailändischen Stadt bewahren.
Benachbarte Distrikte (von Süden im Uhrzeigersinn): die Amphoe Mae Tha und Pa Sang  der Provinz Lamphun, die Amphoe San Pa Tong, Hang Dong und Saraphi der Provinz Chiang Mai, Amphoe Ban Thi von Lamphun sowie Amphoe Mae On wiederum von Chiang Mai.
Der Mae Nam Wang durchfließt den Landkreis von Ost nach West. An der südwestlichen Spitze des Landkreises vereinigt sich der Wang mit dem Mae Nam Ping.

## Wirtschaft und Verkehr
Lamphun besitzt den größten Industriepark im Norden Thailands. Das Handwerk ist geprägt von Baumwollweberei, Silberverarbeitung und der Herstellung von Seidenstoffen. Auch Landwirtschaft und hier insbesondere Obstplantagen spielen eine erhebliche Rolle.
Lamphun hat einen Bahnhof der Thailändischen Staatsbahn an der Nordbahn, die Bangkok mit Chiang Mai verbindet.

## Sehenswürdigkeiten
- Wat Phrathat Hariphunchai (วัดพระธาตุหริภุญชัยวรมหาวิหาร) – buddhistischer Tempel (Wat) aus dem Jahr 1157 mit einer 46 Meter hohen Pagode und einem Dachschirm, der aus fast 7 kg Gold gefertigt ist. Der Tempel steht auf dem Gelände des ehemaligen Königspalastes.
- Wat Chamathewi (วัดจามเทวี) – buddhistischer Tempel mit abgestuften pyramidenförmigen Chedi aus der Mon-Zeit.
- Wat Phra Yuen (วัดพระยืน) – Tempel aus dem 14. Jahrhundert mit einer burmesischen Chedi vom Beginn des 20. Jahrhunderts.
- Hariphunchai-Nationalmuseum (พิพิธภัณฑสถานแห่งชาติหริภุญไชย) – interessantes Gebäude mit Artefakten aus der Stadt- und Provinzgeschichte.

## Verwaltung
Die Stadt (Thesaban Mueang) Lamphun umfasst den gesamten Tambon Nai Mueang.

## Persönlichkeiten
- Saharat Kanyaroj (* 1994), Fußballspieler
- Boonyakait Wongsajaem (* 1994), Fußballspieler
- Wirachach Umtum (* 2005), Fußballspieler